# Infernus (musikalbum)
Infernus är det amerikanska death metal-bandet Hate Eternals sjätte studioalbum, utgivet i augusti 2015 av skivbolaget Season of Mist.

## Låtlista
1. "Locust Swarm" – 3:39
2. "The Stygian Deep" – 4:30
3. "Pathogenic Apathy" – 4:55
4. "La Tempestad" – 3:52
5. "Infernus" – 6:18
6. "The Chosen One" – 3:19
7. "Zealot, Crusader of War" – 4:39
8. "Order of the Arcane Scripture" – 4:18
9. "Chaos Theory" (instrumental) – 3:40
10. "O' Majestic Being, Hear My Call" – 5:55

- Text och musik: Erik Rutan/J.J. Hrubovcak (spår 1, 3, 4, 6–9), Erik Rutan (spår 2, 5, 10)

## Medverkande
Musiker (Hate Eternal-medlemmar)
- Erik Rutan – sång, sologitarr, rytmgitarr
- Chason Westmoreland – trummor
- J.J. Hrubovcak – basgitarr

Produktion
- Erik Rutan – producent, ljudtekniker, ljudmix
- J.J. Hrubovcak – ljudtekniker
- Jarrett Pritchard – trumtekniker
- Alan Douches – mastering
- Eliran Kantor – omslagskonst
- Edward Linsmier – foto